# Tabanus townsendi
Tabanus townsendi är en tvåvingeart som beskrevs av Johnson 1919. Tabanus townsendi ingår i släktet Tabanus och familjen bromsar.
Artens utbredningsområde är Jamaica. Inga underarter finns listade i Catalogue of Life.